# Bataille de Dresde
Sixième Coalition
Batailles
Campagne de Russie (1812)
- Liste des batailles
- Mir
- Moguilev
- Ostrovno
- Vitebsk
- Kliastitsy
- Smolensk
- 1re Polotsk
- Valoutina Gora
- Moskova
- Moscou
- Winkowo
- 2e Polotsk
- Maloïaroslavets
- Gorodnia
- Czaśniki
- Viazma
- Smoliani
- Krasnoï
- Bérézina

Campagne d'Allemagne (1813)
- Dantzig
- Lunebourg
- Möckern
- Lützen
- Bautzen
- Reichenbach
- Haynau
- Luckau
- Hoyerswerda
- Lauenbourg
- Goldberg
- Gross Beeren
- Katzbach
- Dresde
- Kulm
- Dennewitz
- Peterswalde
- Liebertwolkwitz
- Leipzig
- Hanau
- Sehested
- Torgau
- Hambourg

Campagne de France (1814)
- Sainte-Croix-en-Plaine
- Besançon
- Mayence
- Metz
- Saint-Avold
- 1re Saint-Dizier
- Brienne
- La Rothière
- Campagne des Six-Jours (Champaubert
- Montmirail
- Château-Thierry
- Vauchamps)
- Mormant
- Montereau
- Bar-sur-Aube
- Saint-Julien
- Laubressel
- Berry-au-Bac
- Craonne
- Coutures
- Laon
- Soissons
- Mâcon
- Reims
- Saint-Georges-de-Reneins
- Limonest
- Arcis-sur-Aube
- Fère-Champenoise
- 2e Saint-Dizier
- Meaux
- Claye
- Villeparisis
- Paris

- Feistritz
- Caldiero (en)
- Trieste
- Mincio

- Hoogstraten (de)
- Anvers
- Berg-op-Zoom
- Courtrai

 (mai 2017).
Si vous disposez d'ouvrages ou d'articles de référence ou si vous connaissez des sites web de qualité traitant du thème abordé ici, merci de compléter l'article en donnant les références utiles à sa vérifiabilité et en les liant à la section « Notes et références ».
La bataille de Dresde est la dernière victoire majeure de Napoléon en Allemagne. Elle se déroule les 26 et 27 août 1813 à la périphérie de Dresde, qui était alors un dépôt militaire, entre les forces de la Sixième Coalition austro-russo-prussiennes de Schwarzenberg et la Grande Armée napoléonienne.

## Manœuvres avant la bataille
Le 16 août, Napoléon envoie le maréchal Gouvion-Saint-Cyr fortifier le dépôt de Dresde de façon à gêner les mouvements alliés et à servir de base éventuelle à ses propres manœuvres. Il prévoit de frapper sur les arrières de ses ennemis et de les battre séparément, avant qu’ils ne puissent concentrer leurs forces. Il dispose d’environ 300 000 hommes, contre environ 450 000 pour les alliés. Mais les coalisés évitent d’affronter Napoléon lui-même, et choisissent d’attaquer ses maréchaux (plan Trachenberg (de)). Le 23 août, à la bataille de Gross Beeren, le prince Charles de Suède (ancien maréchal Bernadotte) bat son ancien camarade Oudinot. Le 26, le maréchal prussien von Blücher bat Macdonald à Katzbach.
Le 23 août, Napoléon apprend que les 20 000 hommes de la garnison commandés par Gouvion-Saint-Cyr sont menacés par une armée de 200 000 soldats autrichiens, russes et prussiens, sous le commandement du prince Schwarzenberg. À marches forcées, la Garde impériale couvre 145 kilomètres en 3 jours et deux corps de conscrits 200 kilomètres en 4 jours permettant à Napoléon de disposer de 120 000 hommes.

## Bataille

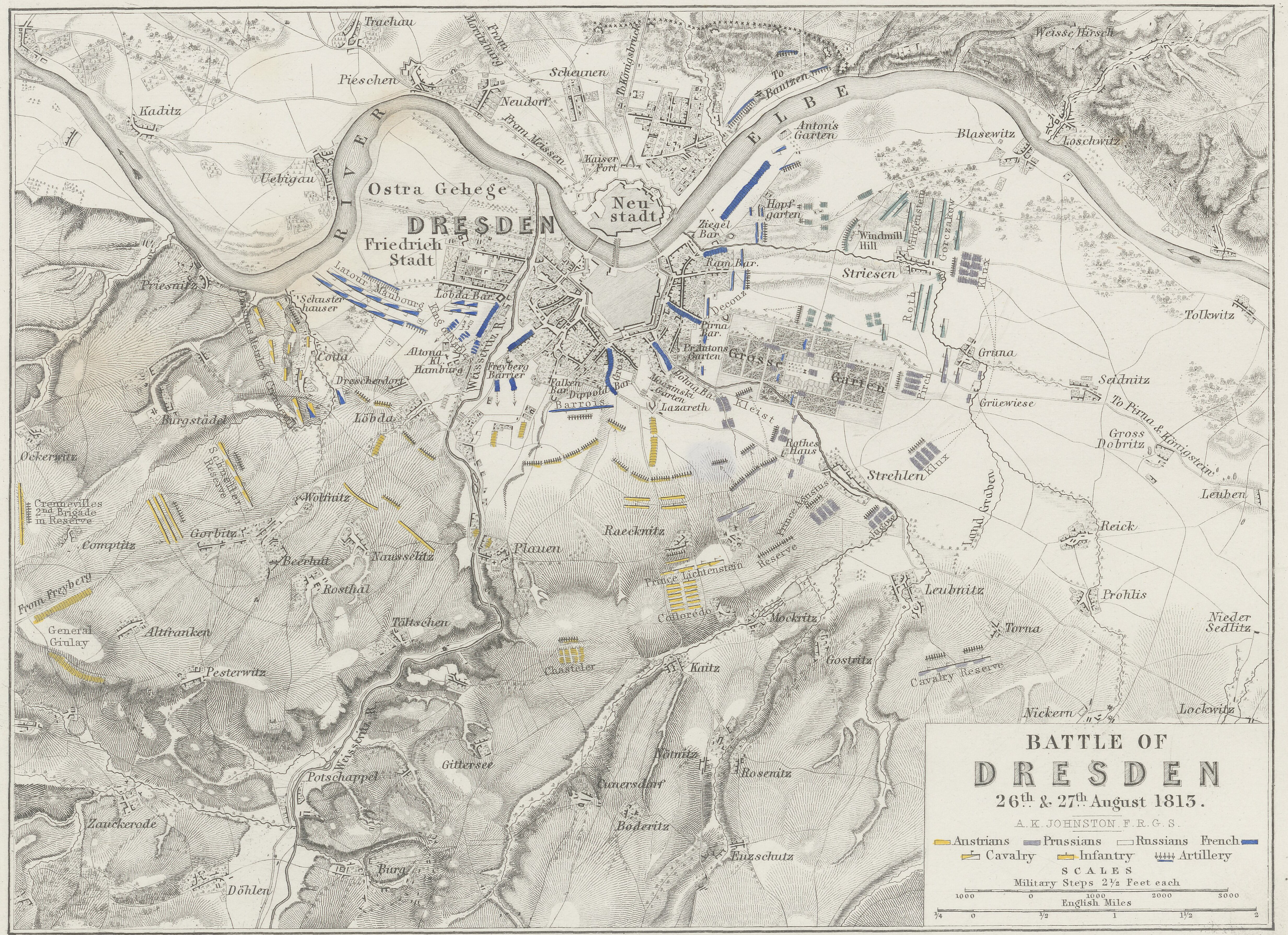
En bleu, dos à la ville, les français.

Le 26 août (le jour de la bataille de Katzbach), Schwarzenberg, accompagné de l’empereur d’Autriche, de l'empereur de toutes les Russies et du roi de Prusse, attaque Gouvion-Saint-Cyr. Mais l’arrivée rapide des renforts menés par Napoléon repousse le premier assaut.
À un contre deux, Napoléon planifie l'attaque pour le lendemain (27 août). Lors des combats, l’aile droite alliée pivote, menant à une victoire tactique française. Cependant, les Français doivent quitter le champ de bataille, et n'exploitent pas leur succès. Napoléon tombe malade (certains penchent pour une crise d’épilepsie). Schwarzenberg en profite pour retirer son armée en bon ordre et évite ainsi l’encerclement.
Les coalisés ont perdu 18 % de leurs troupes (38 000 hommes), et les Français seulement 7 % des leurs (10 000).

## Conséquences
Napoléon tombant malade, il laisse à ses maréchaux le soin de poursuivre les vaincus. Vandamme, agissant de sa propre initiative, et sans le soutien des autres maréchaux, poursuit Schwarzenberg, ainsi qu’il pense que l’Empereur l’aurait voulu, mais son armée est battue le 30 août à Kulm. Les Alliés battent Ney à Dennewitz le 6 septembre, ces deux batailles annulant la défaite de Dresde, et permettant aux coalisés de reprendre l'avantage sur les Français.
Jean Victor Marie Moreau, ancien général de la Révolution française et du Directoire, a été tué au cours de la bataille. Il servait dans l'armée coalisée. Tué par un boulet de canon français, il sera fait feld-marshal de Russie à titre posthume et maréchal de France à la Première Restauration.

## Postérité

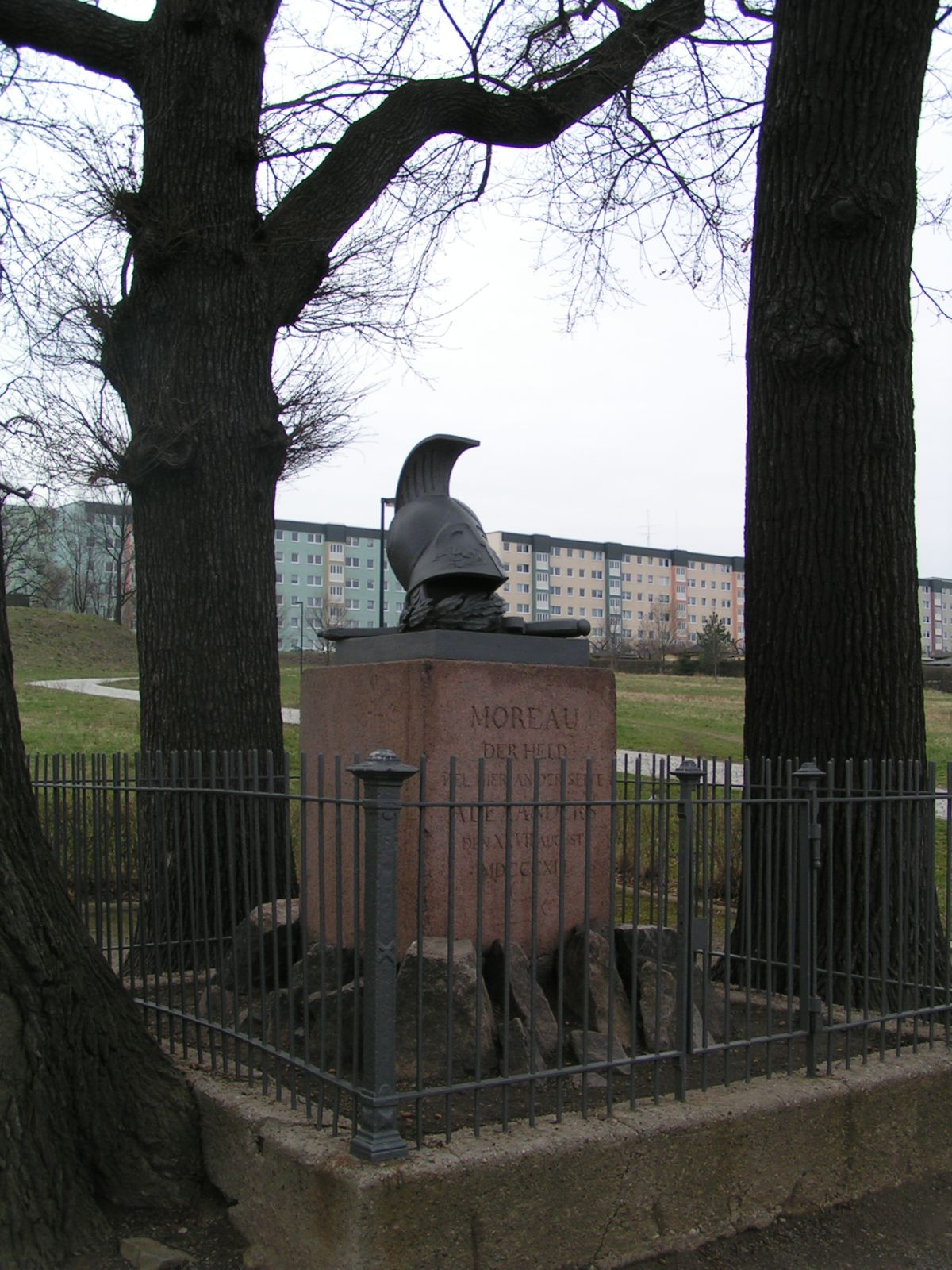
Mémorial au général Moreau ;
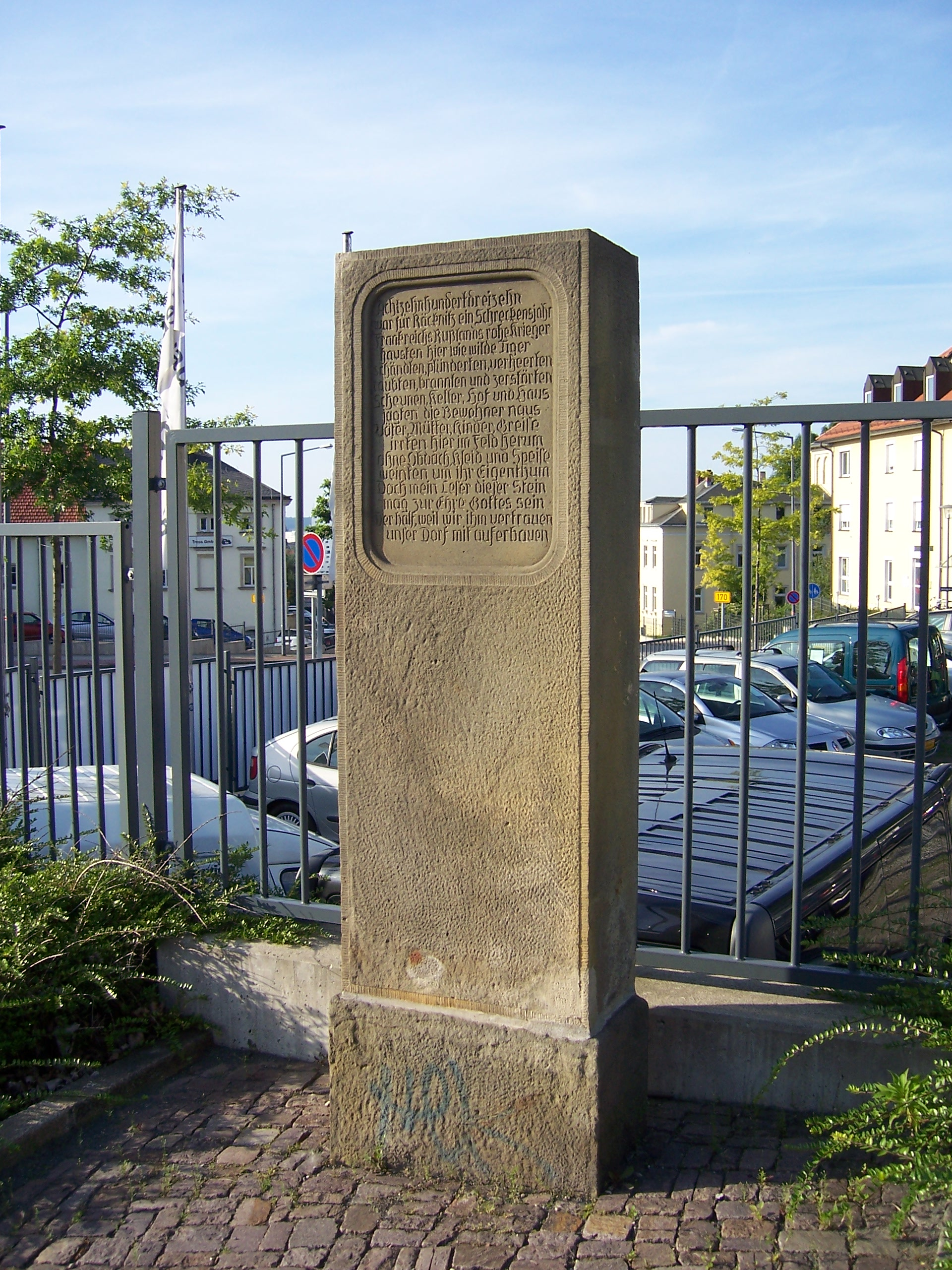
à la bataille,
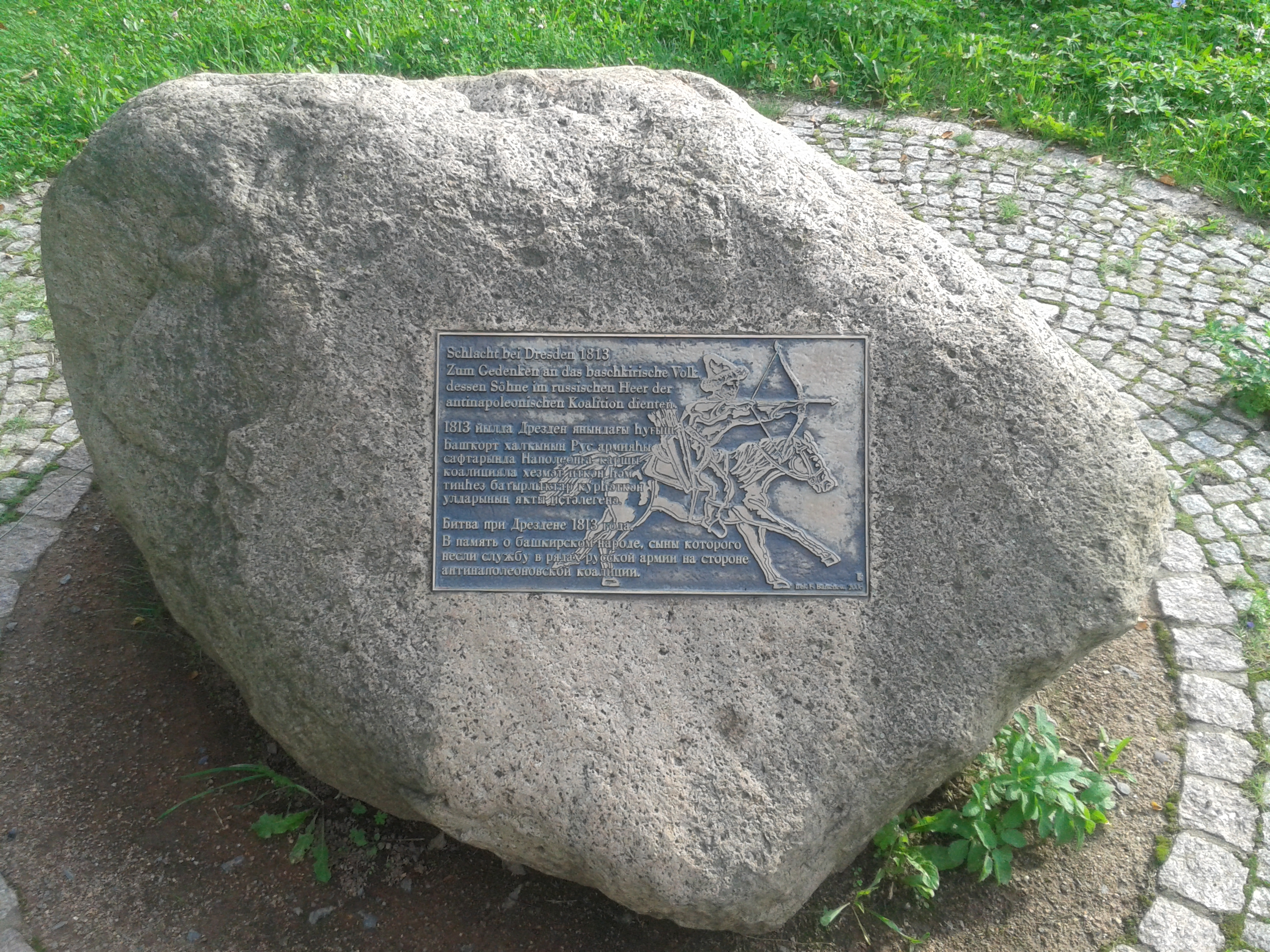
au régiment russe
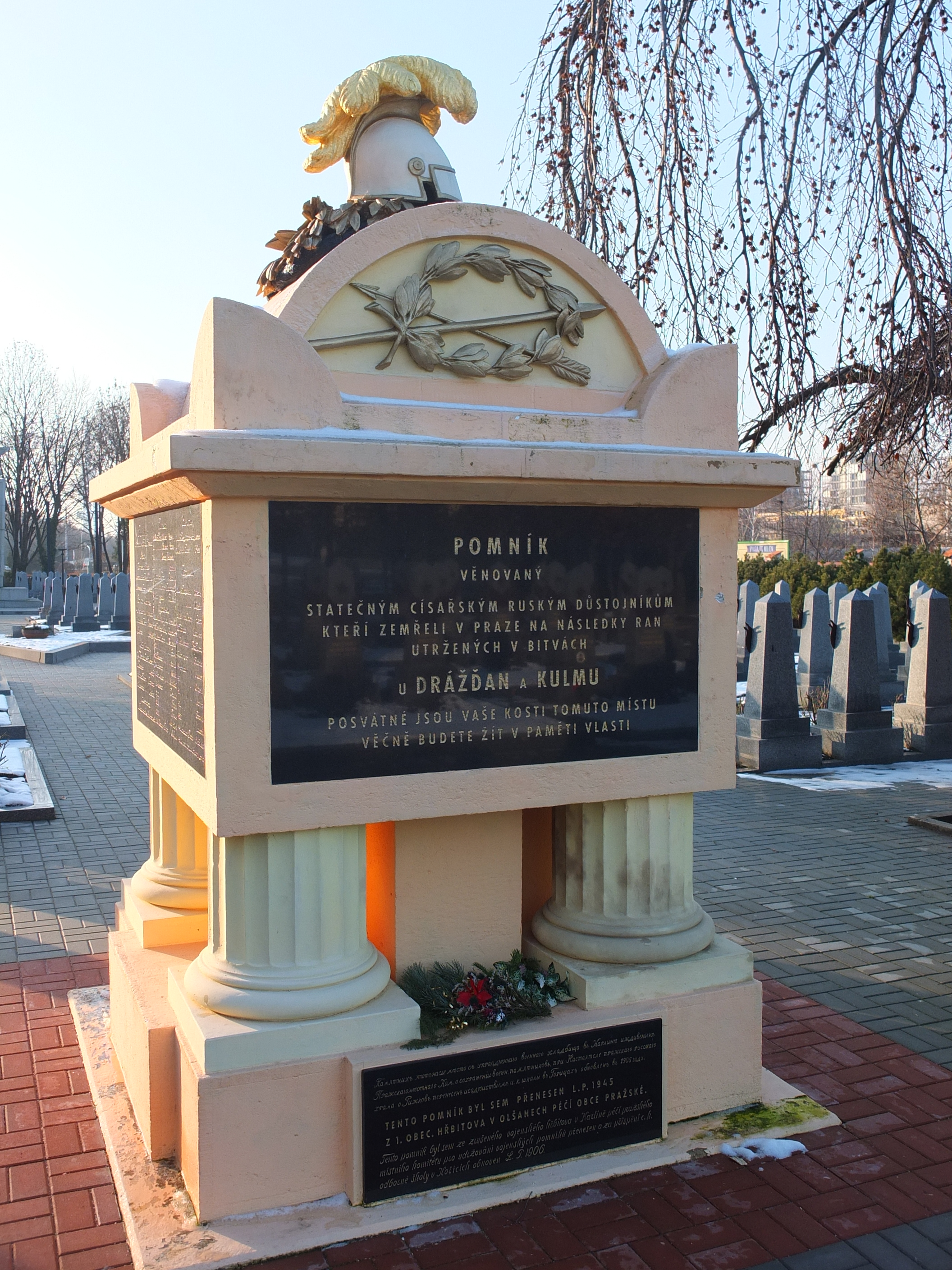
aux officiers russes.

### Littéraire
- La bataille est évoquée dans le conte historique et fantastique Agafia  (Erscheinungen) écrit par Ernst Theodor Amadeus Hoffmann et publié en 1821 .
- La bataille est racontée par un ancien grognard, dans une grange, à la veillée, dans Le Médecin de campagne (1833), d'Honoré de Balzac : « Malgré notre tenue sévère, voilà que tout est contre nous ; mais l'armée fait encore des prodiges de valeur. Pour lors se donnent des batailles de montagnes, peuples contre peuples, à Dresde, Lutzen, Bautzen… Souvenez-vous de ça, vous autres, parce que c'est là que le Français a été si particulièrement héroïque, que dans ce temps-là, un bon grenadier ne durait pas plus de six mois[2]. »
- To each his own (Каждому своё), 1983, Valentin Pikul